# Serge Sironval
Serge Sironval (Anderlecht, 3 september 1971) is een gewezen Belgische voetballer. Hij werd als doelman opgeleid bij RSC Anderlecht en speelde nadien verschillende seizoenen voor tweedeklasser FC Denderleeuw.

## Carrière

### Jeugd
Serge Sironval werd geboren in Anderlecht en sloot op jonge leeftijd aan bij RSC Anderlecht. De blonde doelman doorliep er de jeugdreeksen en maakte deel uit van een generatie bestaande uit onder meer Bertrand Crasson, Johan Walem en Axel Merckx. Sironval werd begin jaren 90 in de A-kern opgenomen.

### Profcarrière
Spelen deed Sironval bij Anderlecht niet. Hij was derde doelman na Filip De Wilde en Peter Maes. In 1993 stapte hij op en werd jeugdspeler Frédéric Herpoel zijn opvolger als derde doelman. Sironval trok voor één seizoen naar RFC Seraing. Hij kwam er in totaal 2 keer in actie.
Eerste Klasse leek te hoog gegrepen voor de Brusselse doelman en dus zette Sironval in 1994 een stap terug. Via omzwervingen bij onder meer derdeklasser AC Hemptinne-Eghezée belandde hij in 1997 bij tweedeklasser FC Denderleeuw. Hij werd er een ploegmaat van onder meer Peter Van der Heyden, Stéphane Demol en Yves Buelinckx. Bij Denderleeuw werkte hij zich op tot eerste doelman.
Na drie seizoenen Denderleeuw verhuisde Sironval naar Griekenland. Hij sloot zich aan bij eersteklasser Ethnikos Asteras en speelde er regelmatig. De club eindigde in de middenmoot en kon de degradatie vermijden. Na één jaar keerde hij terug naar België en tekende hij een contract bij vierdeklasser Tempo Overijse.
In 2002 keerde de doelman terug naar zijn ex-club Denderleeuw. Hij liep er echter al in juli een dubbele beenbreuk op. Sironval revalideerde en besloot in 2003 om een punt achter zijn spelerscarrière te zetten.
Na zijn loopbaan als voetballer werd Sironval verzekeringsmakelaar.